# Вилламовы
Вилламовы — русский дворянский род немецкого происхождения.

## Происхождение и история рода
Основатель рода в России — Иоган-Готтлиб Вилламов (нем. Iohann Gotlib Willamow; 1736—1777) — немецкий поэт; директор Петришуле.
Род внесён во 2-ю часть дворянской родословной книги Санкт-Петербургской губернии. Герб не внесен в Общий Гербовник.